# Конвой №5075
Конвой № 5075 — японський конвой часів Другої світової війни, проведення якого відбувалось у листопаді 1943-го.
Вихідним пунктом конвою був атол Трук у центральній частині Каролінських островів, де ще до війни створили головну базу японського ВМФ у Океанії, звідки до лютого 1944-го провадились операції в цілому ряді архіпелагів. Пунктом призначення став атол Кваджелейн, на якому була головна японська база на Маршаллових островах.
До складу конвою увійшли транспорти «Асакадзе-Мару», «Кітакамі-Мару», «Кембу-Мару», «Кеншин-Мару» (Kenshin Maru) і танкер № 6010. Охорону забезпечував мисливець за підводними човнами CH-28, а на початковій ділянці маршруту переобладнаний сітьовий загороджувач «Кацура-Мару».
7 листопада 1943-го загін полишив Трук і попрямував на схід. Хоча поблизу вихідного та кінцевого пунктів маршруту традиційно діяли американські підводні човни, проходження конвою № 5075 пройшло без інцидентів і 13 листопада він прибув на Кваджелейн (втім, «Асакадзе-Мару» та «Кембу-Мару» затримаються на цьому атолі та загинуть, коли 4 грудня на нього здійснить рейд американське авіаносне з'єднання).